# Майер, Сидни
Си́дни Бае́вски Ма́йер (настоящее имя Симха Бае́вский) (8 февраля 1878 — 5 сентября 1934) — австралийский бизнесмен.
Симха Баевский родился в еврейской семье в Кричеве (сейчас Могилёвская область). В 1899 эмигрировал в Мельбурн, где уже жил его брат.
Вместе с братом Элконом они основали магазин в Бендиго в штате Виктория. В 1908 году открывается второй магазин «Майер».
В 1911 году Сидни покупает магазин тканей в Мельбурне, а затем приобретает прилегающие строения. На этой территории он выстроил универсальный магазин, названный «Майер Эмпориум».
Завоевав прочные позиции в Мельбурне, Сидни стал осваивать Аделаиду, а затем и всю остальную Австралию, создав крупнейшую сеть универмагов страны «Майер».
Сидни Майер стал ведущим филантропом Австралии. После его смерти был основан Фонд Майера, продолжающий благотворительные традиции.